# Tina del Solei de les Generes
La tina del Solei de les Generes és una obra del municipi de Talamanca (Bages) protegida com a bé cultural d'interès local.

## Descripció
La tina es troba pròxima a la riera de Mura. Es tracta d'una construcció formada per una tina i una barraca aixecades aprofitant el desnivell d'un bancal.
La planta de la tina és circular. La part inferior dels murs és de pedra ben acarada i amorterada i la part superior és de pedra sense material d'unió. El dipòsit és recobert de rajoles de ceràmica envernissada lleugerament corbades i l'obertura superior del dipòsit està tapada. L'entrada a la tina és feta per dos muntants de pedra i una llinda que no s'ha conservat. Hi ha tres finestres petites. S'han perdut la part superior dels murs i la totalitat de la coberta. El broc, emmarcat per un rectangle, es localitza al cantó sud. La barraca presenta l'entrada quasi perpendicular a l'eix del broc. És de planta rectangular. Els paraments són de pedra seca i la coberta és feta amb el mètode d'aproximació de filades. S'ha perdut la llosa superior. L'espai és ple de pedres.